# Grabowiec Stryjski (gmina)
Grabowiec Stryjski (1941–44 Grabowiec) – dawna gmina wiejska w powiecie stryjskim województwa stanisławowskiego II Rzeczypospolitej. Siedzibą gminy był Grabowiec Stryjski.
Gminę utworzono 1 sierpnia 1934 r. w ramach reformy na podstawie ustawy scaleniowej z dotychczasowych gmin wiejskich: Brygidyn, Duliby, Grabowiec Stryjski, Hołobutów, Kłodnica, Koniuchów, Nieżuchów i Zawadów.
Po II wojnie światowej obszar gminy znalazł się w ZSRR.